# To Love Again
To Love Again – ósmy album studyjny amerykańskiego trębacza Chrisa Bottiego, wydany 18 października 2005 roku nakładem Columbia Records i Sony BMG.

## Lista utworów
1. "Embraceable You"
2. "What Are You Doing the Rest of Your Life?" - Featuring Sting
3. "My One and Only Love" - Featuring Paula Cole
4. "Let There Be Love" - Featuring Michael Bublé
5. "What's New?"
6. "Good Morning Heartache" - Featuring Jill Scott
7. "To Love Again"
8. "Are You Lonesome Tonight?" - Featuring Paul Buchanan
9. "Lover Man" - Featuring Gladys Knight
10. "I'll Be Seeing You" - Featuring Billy Childs
11. "Pennies from Heaven" - Featuring Renee Olstead
12. "Here's That Rainy Day" - Featuring Rosa Passos
13. "Smile" - Featuring Steven Tyler